# Saropogon jucundus
Saropogon jucundus là một loài ruồi trong họ Asilidae. Saropogon jucundus được Wulp miêu tả năm 1872.